# Frießinger Mühle

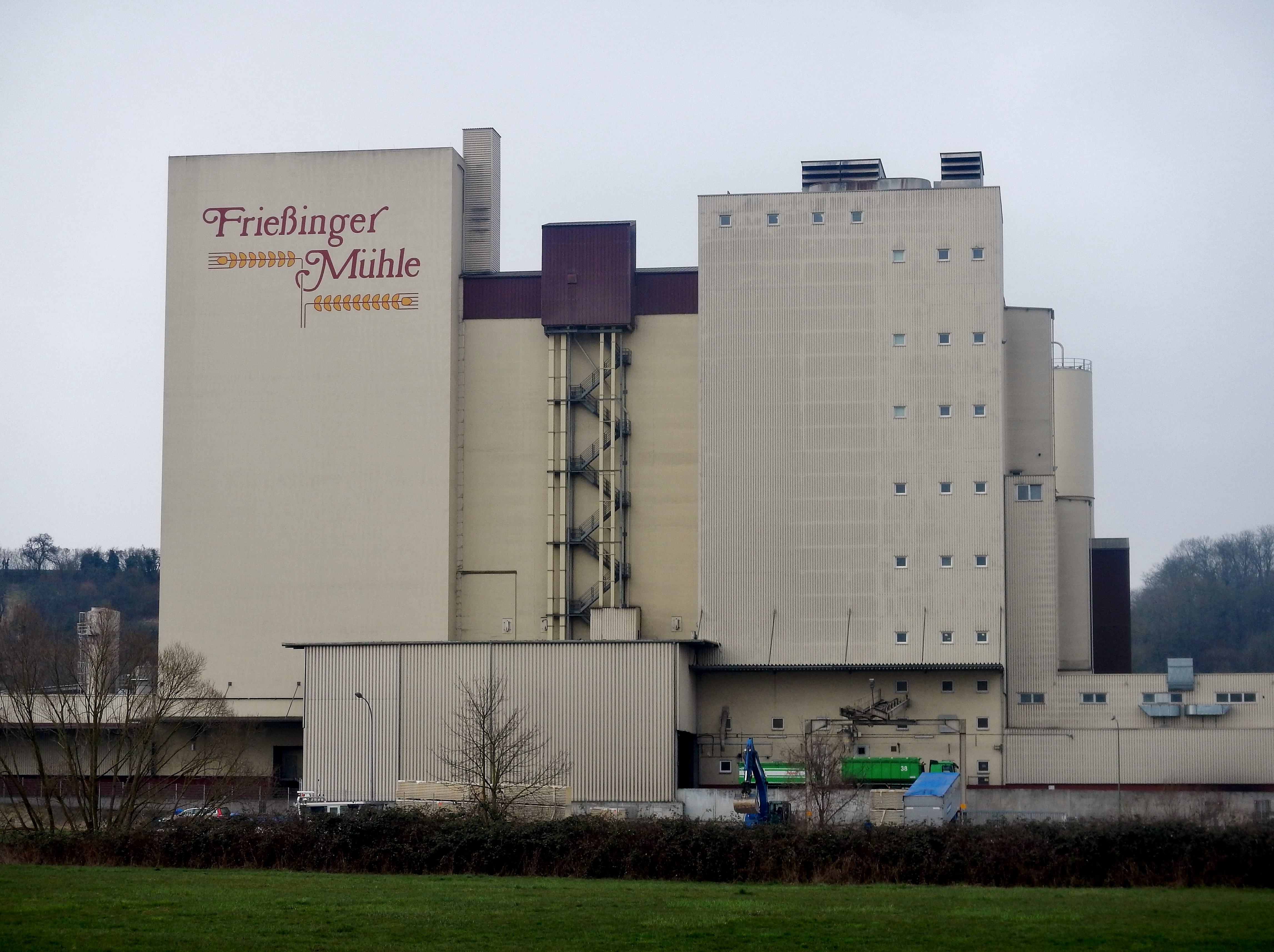
Gebäude der Frießinger Mühle

Die Frießinger Mühle in Bad Wimpfen im Landkreis Heilbronn im nördlichen Baden-Württemberg ist die größte private Industriemühle des Bundeslandes und verfügt über die bundesweit leistungsstärkste Mühlen-Abpackstation.

## Geschichte
Die Frießinger Mühle wurde 1859 in Kirchberg an der Murr gegründet und das Unternehmen wird bis heute von der Familie Frießinger geführt. Nachdem die alte Frießinger Mühle in Kirchberg 1987 einem Großbrand zum Opfer gefallen war, kaufte das Unternehmen 1988 das Gelände in Bad Wimpfen, das auf das Konkurs gegangene ehemalige Brand-Purina-Kraftfutterwerk zurückging. Die Frießinger Mühle wurde schnell zu einer leistungsstarken Industriemühle ausgebaut. Von anfangs 150 Tonnen wurde die Tageskapazität über 500 Tonnen bis 2002 auf über 800 Tonnen Getreide aktuell aus dem vorwiegend regionalen Anbau gesteigert. Mit rund 30 Doppel-Walzenstühlen sowie sechs Plansichtern wird eine große Palette von über 1000 verschiedenen Produkten hergestellt, nicht nur klassische Mahlprodukte wie z. B. Spezialmehle für Bäckereien und große Industrieunternehmen, sondern auch Convenienceprodukte, sowohl unter der Hausmarke Küchenmeister als auch als kundenspezifische Eigenmarken.
Die Frießinger Mühle ist über die nahe A 6 und eine eigene Schiffsverladestelle am Neckar an überregionale Logistikströme angeschlossen und besitzt einen eigenen Fuhrpark von 16 LKWs. Am Neckar verfügt das Unternehmen über eine Anlage zur Kleie-Pelletierung, um einen staubfreien Schiffstransport zu ermöglichen. Zurzeit (Mai 2017) baut das Unternehmen eine weitere Getreidemühle auf dem neuesten Stand der Technik, mit einer zusätzlichen Kapazität von 400 Tonnen.